# Quintus Pedius
Quintus Pedius (mort en novembre 43 av. J.-C.) est une personnalité politique de la fin de la République romaine, consul suffect au moment de sa mort. Il est apparenté à Jules César et Octavien.

## Famille
Son père s'appelle Marcus ou Quintus Pedius. Il est le petit-neveu (ou neveu) de Jules César et cousin d'Octavien, étant le petit-fils (ou fils) de Julia Caesaris Maior, sœur aînée de César.
Il épouse Valeria, une sœur de Marcus Valerius Messalla Corvinus, qui sera consul en 31 av. J.-C. Ils ont au moins un fils, Quintus Pedius Publicola, orateur reconnu. Son petit fils Quintus Pedius, sourd et muet de naissance, est devenu peintre sur les conseils de son grand-oncle Valerius Messalla. Ces faits ont été évoqués par Pline l'Ancien,,

## Biographie

### Sous Jules César
Lors de la conquête de la Gaule par Jules César, en 57 av. J.-C., Quintus Pedius est un légat du proconsul. En 55 av. J.-C., il revient à Rome pour se présenter à l'édilité avec Cnaeus Planius et d'autres, élections dans lesquelles il est battu. Il retourne en Gaule où il commande la cavalerie de Jules César aux côtés de Lucius Aurunculeius Cotta à la bataille de l'Aisne durant laquelle les Belges sont défaits.
Au début de la guerre civile entre César et Pompée en 49 av. J.-C. il rejoint le camp de son parent. Cet homo novus est récompensé par la préture en 48 av. J.-C. en remerciement d'avoir été allié à Jules César pendant la guerre civile contre Pompée de 49 av. J.-C. Jules César lui confie la répression de l'insurrection de Titus Annius Milo en Italie. Il défait Milon, tué au combat, près de Thourioi en Lucanie. En 46 av. J.-C., il combat en tant que légat les fils de Pompée en Hispanie et participe à la bataille de Munda en 45 av. J.-C.,,, César le récompense par un triomphe et lui octroie le titre de proconsul.

### Après l'assassinat de Jules César
Après l'assassinat de Jules César en 44 av. J.-C., il renonce au quart de ses biens conjointement avec son cousin Lucius Pinarius, qui aurait dû lui revenir selon le testament de Jules César, en faveur d'Octavien.
Il exerce la fonction de consul suffect avec Octavien après la guerre civile de Modène et les décès de Pansa et Hirtius. Chargé de s'occuper de Rome, il est l'instigateur d'une loi, la Lex Pedia, qui déclare ennemis publics tous les meurtriers de César et les condamne à mort,,,,.
Alors que le second triumvirat est instauré, Pedius propose l'annulation de la sentence de proscription contenue dans la loi mais le Sénat est contraint d'approuver par les triumvirs. Lors de l'entrevue de Bologne, les triumvirs se mettent d'accord pour différer la proscription et ne la lancer qu'après leur retour commun à Rome. Mais ils décident de dresser une première liste des adversaires politiques les plus redoutables qu'il leur faut éliminer en priorité. Cette liste comprend dix-sept noms, dont celui de Cicéron. La rumeur de l'établissement d'une liste de proscrits se propage à Rome et entraîne des mouvements de panique. Sans en informer les triumvirs, Pedius décide de faire afficher la liste pour mettre fin au désordre, ne se doutant pas qu'il en annule l'efficacité puisqu'il s'agit de prendre de vitesse les premiers proscrits avec le bénéfice de l'effet de surprise. Lorsque Pedius se rend compte de l'étendue du massacre qui se prépare, ne voulant pas voir son nom y être associé, il se donne la mort, à moins qu'il ne meure de fatigue à la suite de la tension provoquée par le début de la proscription de 43 av. J.-C.,
Cicéron vante ses mérites dans son éloge sur l'oraison pour Plancius.